# Dispositiu semiconductor de potència
Un dispositiu semiconductor de potència és un dispositiu semiconductor que s'utilitza com a interruptor o rectificador en electrònica de potència (per exemple, en una font d'alimentació de mode commutador). Aquest dispositiu també s'anomena dispositiu de potència o, quan s'utilitza en un circuit integrat, circuit integrat de potència.
Un dispositiu semiconductor de potència s'utilitza normalment en "mode de commutació" (és a dir, està encès o apagat) i, per tant, té un disseny optimitzat per a aquest ús; normalment no s'hauria d'utilitzar en funcionament lineal. Els circuits de potència lineals estan molt estesos com a reguladors de voltatge, amplificadors d'àudio i amplificadors de radiofreqüència.
Els semiconductors de potència es troben en sistemes que subministren tan sols unes desenes de mil·liwatts per a un amplificador d'auriculars, fins a al voltant d'un gigawatt en una línia de transmissió de corrent continu d'alta tensió.

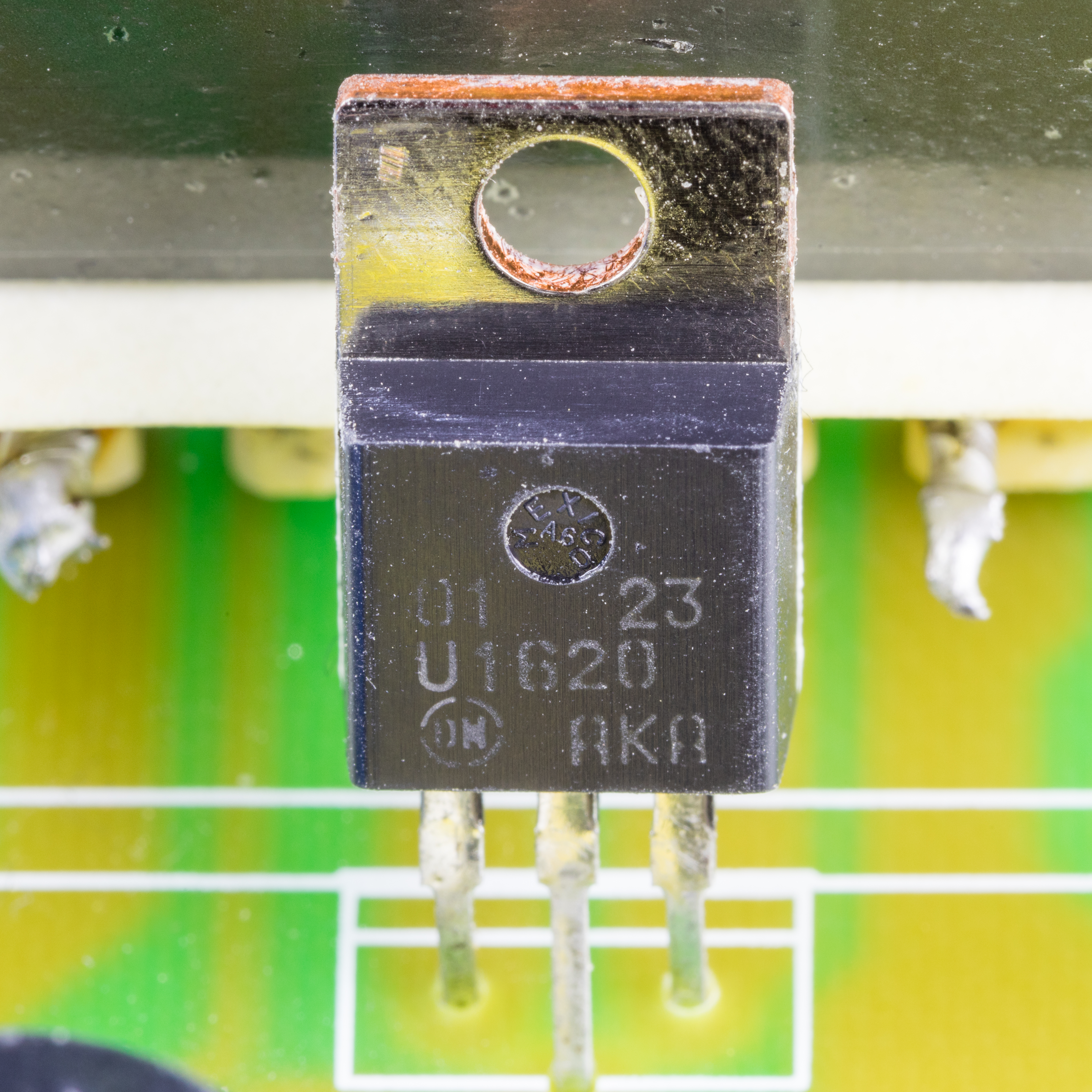
Nedap ESD1 - placa d'alimentació 1 - ON Semiconductor U1620 - MURF1620CTG Rectificador de potència de mode commutador - rectificador ultraràpid 16 A, 200 V

## Història
El primer dispositiu electrònic utilitzat en circuits d'alimentació va ser el rectificador electrolític; una versió primerenca va ser descrita per un experimentador francès, A. Nodon, el 1904. Aquests van ser breument populars entre els primers experimentadors de ràdio, ja que es podien improvisar a partir de làmines d'alumini i productes químics domèstics. Tenien tensions de resistència baixes i una eficiència limitada.
Els primers dispositius semiconductors d'estat sòlid van ser els rectificadors d'òxid de coure, utilitzats en els primers carregadors de bateries i fonts d'alimentació per a equips de ràdio, anunciats el 1927 per LO Grundahl i PH Geiger.
El primer dispositiu semiconductor de potència de germani va aparèixer el 1952 amb la introducció del díode de potència per RN Hall. Tenia una capacitat de bloqueig de voltatge invers de 200 V i una classificació actual de 35 A.
Els transistors bipolars de germani amb una capacitat de maneig de potència substancial (corrent de col·lector de 100 mA) es van introduir al voltant de 1952; amb essencialment la mateixa construcció que els dispositius de senyal, però amb una millor dissipació de calor. La capacitat de maneig de potència va evolucionar ràpidament i, el 1954, ja hi havia disponibles transistors d'unió d'aliatge de germani amb una dissipació de 100 watts. Tots aquests eren dispositius de freqüència relativament baixa, utilitzats fins a uns 100 kHz, i fins a 85 graus Celsius de temperatura d'unió. Els transistors de potència de silici no es van fabricar fins al 1957, però quan van estar disponibles tenien una millor resposta de freqüència que els dispositius de germani i podien funcionar fins a una temperatura d'unió de 150 C.
El tiristor va aparèixer el 1957. És capaç de suportar una tensió de ruptura inversa molt alta i també és capaç de transportar un corrent elevat. Tanmateix, un desavantatge del tiristor en els circuits de commutació és que un cop es "enganxa" en estat conductor, no es pot desactivar mitjançant un control extern, ja que l'apagada del tiristor és passiva, és a dir, l'alimentació s'ha de desconnectar del dispositiu. Els tiristors que es podien desactivar, anomenats tiristors de desactivació de porta (GTO), es van introduir el 1960. Aquests superen algunes limitacions del tiristor ordinari, ja que es poden activar o desactivar amb un senyal aplicat.

### MOSFET de potència
El MOSFET es va inventar als Bell Labs entre 1955 i 1960 Les generacions de transistors MOSFET van permetre als dissenyadors de potència assolir nivells de rendiment i densitat que no eren possibles amb els transistors bipolars. A causa de les millores en la tecnologia MOSFET (inicialment utilitzada per produir circuits integrats), el MOSFET de potència va estar disponible a la dècada de 1970.
El 1969, Hitachi va introduir el primer MOSFET de potència vertical, que més tard es coneixeria com a VMOS (MOSFET de ranura en V). A partir del 1974, Yamaha, JVC, Pioneer Corporation, Sony i Toshiba van començar a fabricar amplificadors d'àudio amb MOSFET de potència. International Rectifier va introduir un 25 A, 400 MOSFET de potència de V el 1978. Aquest dispositiu permet el funcionament a freqüències més altes que un transistor bipolar, però està limitat a aplicacions de baix voltatge.
El transistor bipolar de porta aïllada (IGBT) es va desenvolupar a la dècada del 1980 i va estar àmpliament disponible a la dècada del 1990. Aquest component té la capacitat de maneig de potència del transistor bipolar i els avantatges de l'accionament de porta aïllada del MOSFET de potència.

## Dispositius comuns
Alguns dispositius de potència comuns són el MOSFET de potència, el díode de potència, el tiristor i l'IGBT. El díode de potència i el MOSFET de potència funcionen amb principis similars als seus homòlegs de baixa potència, però són capaços de transportar una quantitat de corrent més gran i normalment són capaços de suportar una tensió de polarització inversa més gran en estat desactivat.
Sovint es fan canvis estructurals en un dispositiu d'alimentació per tal d'adaptar-se a la major densitat de corrent, la major dissipació de potència i/o la major tensió de ruptura inversa. La gran majoria dels dispositius d'alimentació discrets (és a dir, no integrats) es construeixen mitjançant una estructura vertical, mentre que els dispositius de petit senyal utilitzen una estructura lateral. Amb l'estructura vertical, el corrent nominal del dispositiu és proporcional a la seva àrea i la capacitat de bloqueig de tensió s'aconsegueix a l'alçada del circuit imprès. Amb aquesta estructura, una de les connexions del dispositiu es troba a la part inferior del circuit imprès semiconductor.
El MOSFET de potència és el dispositiu de potència més comú del món, a causa de la seva baixa potència de control de porta, la seva ràpida velocitat de commutació i la seva capacitat avançada de paral·lelisme. Té una àmplia gamma d'aplicacions electròniques de potència, com ara aparells d'informació portàtils, circuits integrats de potència, telèfons mòbils, ordinadors portàtils i la infraestructura de comunicacions que permet Internet. A partir del 2010, el MOSFET de potència representava la major part (53%) del mercat de transistors de potència, seguit de l'IGBT (27%), després l' amplificador de RF (11%) i finalment el transistor de unió bipolar (9%).

## Classificacions

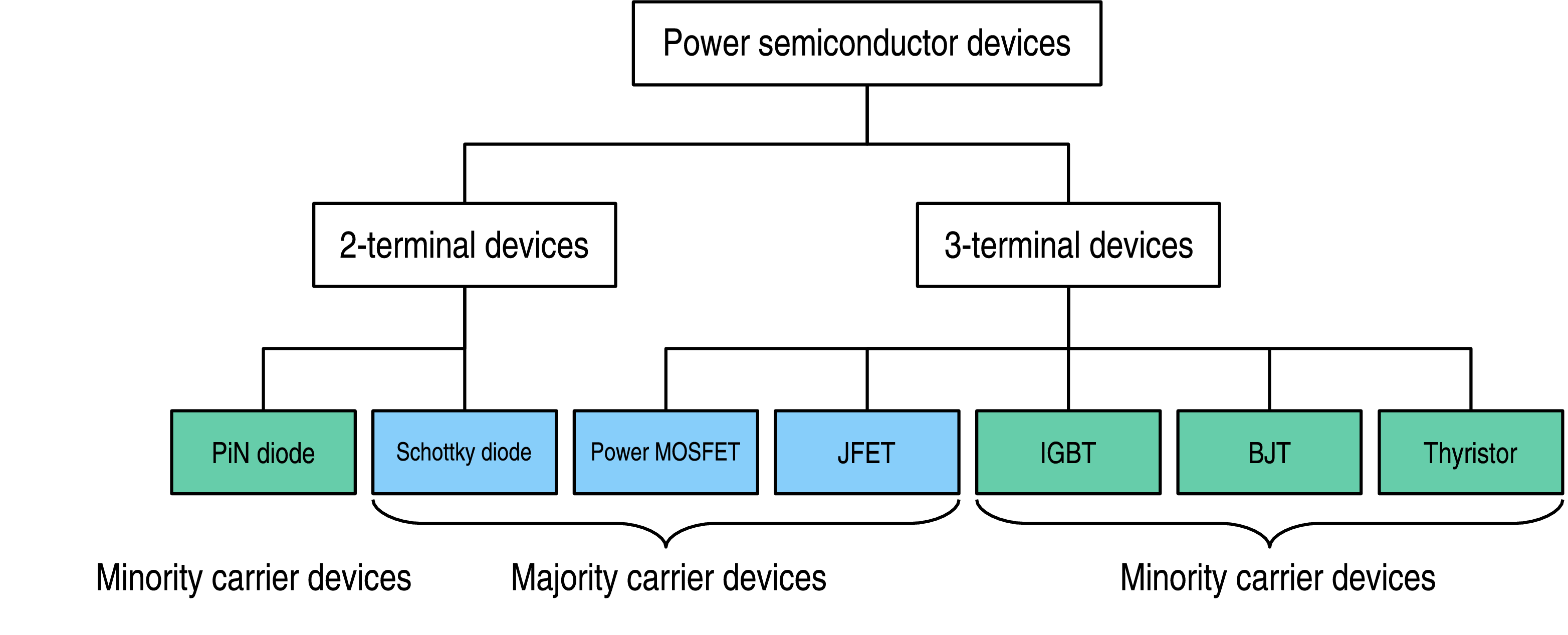
Fig. 1: La família de dispositius d'alimentació, que mostra els principals interruptors d'alimentació.

Un dispositiu d'alimentació es pot classificar en una de les categories principals següents (vegeu la figura 1):
- Un dispositiu de dos terminals (per exemple, un díode), l'estat del qual depèn completament del circuit d'alimentació extern al qual està connectat.
- Un dispositiu de tres terminals (per exemple, un tríode), l'estat del qual depèn no només del seu circuit d'alimentació extern, sinó també del senyal del seu terminal de control (aquest terminal es coneix com a porta o base ).
- Un dispositiu de quatre terminals (per exemple, interruptor controlat per silici – SCS). L'SCS és un tipus de tiristor que té quatre capes i quatre terminals anomenats ànode, porta de l'ànode, porta del càtode i càtode. Els terminals estan connectats a la primera, segona, tercera i quarta capa respectivament.

Una altra classificació és menys òbvia, però té una forta influència en el rendiment del dispositiu:
- Un dispositiu de portador majoritari (per exemple, un díode Schottky, un MOSFET, etc.); aquest només utilitza un tipus de portadors de càrrega.
- Un dispositiu amb portadors minoritaris (per exemple, un tiristor, un transistor bipolar, un IGBT, etc.); aquest utilitza tant portadors majoritaris com minoritaris (és a dir, electrons i forats d'electrons).

Un dispositiu de portadora majoritària és més ràpid, però la injecció de càrrega dels dispositius de portadora minoritària permet un millor rendiment en estat activat.

### Diodes
Un díode ideal hauria de tenir les següents característiques:
- Quan està polaritzat directament, el voltatge a través dels terminals del díode ha de ser zero, independentment del corrent que hi flueix (estat actiu).
- Quan està polaritzat inversament, el corrent de fuita hauria de ser zero, independentment del voltatge (estat desactivat).
- La transició (o commutació) entre l'estat activat i l'estat desactivat hauria de ser instantània.

En realitat, el disseny d'un díode és un compromís entre el rendiment en estat actiu, estat desactivat i commutació. De fet, la mateixa àrea del dispositiu ha de suportar la tensió de bloqueig en estat desactivat i permetre el flux de corrent en estat actiu; com que els requisits per als dos estats són completament oposats, un díode ha de ser optimitzat per a un d'ells o s'ha de deixar temps per canviar d'un estat a l'altre (és a dir, s'ha de reduir la velocitat de commutació).
Aquests compromisos són els mateixos per a tots els dispositius de potència; per exemple, un díode Schottky té una velocitat de commutació i un rendiment excel·lents en estat actiu, però un alt nivell de corrent de fuita en estat desactivat. D'altra banda, un díode PIN està disponible comercialment en diferents velocitats de commutació (el que s'anomena rectificadors "ràpids" i "ultraràpids"), però qualsevol augment de velocitat està necessàriament associat a un rendiment més baix en estat actiu.

### Interruptors

Fig. 2: Dominis de corrent/tensió/freqüència de commutació dels principals interruptors electrònics de potència.

mantenir el voltatge; això es pot veure a la figura 2. El MOSFET de potència té els avantatges d'un dispositiu de portadora majoritària, de manera que pot aconseguir una freqüència de funcionament molt alta, però no es pot utilitzar amb voltatges elevats; com que és un límit físic, no s'espera cap millora en el disseny d'un MOSFET de silici pel que fa a les seves classificacions de voltatge màxim. Tanmateix, el seu excel·lent rendiment en aplicacions de baix voltatge el converteixen en el dispositiu preferit (de fet, l'única opció, actualment) per a aplicacions amb voltatges inferiors a 200 V. Si es col·loquen diversos dispositius en paral·lel, és possible augmentar el corrent nominal d'un interruptor. El MOSFET és especialment adequat per a aquesta configuració, ja que el seu coeficient tèrmic positiu de resistència tendeix a provocar un equilibri de corrent entre els dispositius individuals.

### Amplificadors
Els amplificadors funcionen a la regió activa, on tant el corrent com el voltatge del dispositiu són diferents de zero. En conseqüència, la potència es dissipa contínuament i el seu disseny està dominat per la necessitat d'eliminar l'excés de calor del dispositiu semiconductor. Els dispositius amplificadors de potència sovint es poden reconèixer pel dissipador de calor utilitzat per muntar els dispositius. Existeixen diversos tipus de dispositius amplificadors de semiconductors de potència, com ara el transistor de unió bipolar, el transistor d'efecte de camp MOS vertical i altres. Els nivells de potència per a dispositius amplificadors individuals arriben fins a centenars de watts, i els límits de freqüència arriben fins a les bandes de microones inferiors. Un amplificador de potència d'àudio complet, amb dos canals i una potència nominal de l'ordre de desenes de watts, es pot posar en un petit paquet de circuit integrat, necessitant només uns quants components passius externs per funcionar. Una altra aplicació important per als amplificadors de mode actiu és en fonts d'alimentació regulades linealment, quan un dispositiu amplificador s'utilitza com a regulador de voltatge per mantenir el voltatge de càrrega a un valor desitjat. Tot i que aquesta font d'alimentació pot ser menys eficient energèticament que una font d'alimentació de mode commutador, la simplicitat de l'aplicació les fa populars, especialment en rangs de corrent de fins a aproximadament un amperatge.

## Paràmetres

Un dispositiu d'alimentació normalment es connecta a un dissipador de calor per eliminar la calor causada per les pèrdues de funcionament.

1. Tensió de ruptura : Sovint hi ha un compromís entre la tensió de ruptura nominal i la resistència d'activació, ja que augmentar la tensió de ruptura incorporant una regió de deriva més gruixuda i amb un dopatge més baix condueix a una resistència d'activació més alta.
2. Resistència de conducció : Un corrent nominal més alt redueix la resistència de conducció a causa d'un nombre més gran de cel·les paral·leles. Això augmenta la capacitança general i redueix la velocitat.
3. Temps de pujada i baixada : El temps que es triga a canviar entre l'estat activat i l'estat desactivat.El circuit semiconductor de potència d'un dispositiu de tres terminals (IGBT, MOSFET o BJT). Dos contactes es troben a la part superior del circuit, i l'altre a la part posterior.

El circuit semiconductor de potència d'un dispositiu de tres terminals (IGBT, MOSFET o BJT). Dos contactes es troben a la part superior del circuit, i l'altre a la part posterior.

4. Àrea de funcionament segur : es tracta d'una consideració de dissipació tèrmica i "enclavament".
5. Resistència tèrmica : aquest és un paràmetre sovint ignorat però extremadament important des del punt de vista del disseny pràctic; un semiconductor no funciona bé a temperatures elevades i, tanmateix, a causa de la gran conducció de corrent, un dispositiu semiconductor de potència s'escalfa invariablement. Per tant, aquests dispositius s'han de refredar eliminant aquesta calor contínuament; la tecnologia d'encapsulat i dissipador de calor proporciona un mitjà per eliminar la calor d'un dispositiu semiconductor conduint-la a l'entorn extern. Generalment, un dispositiu de gran corrent té una gran superfície de matriu i encapsulat i una menor resistència tèrmica.

## Recerca i desenvolupament

### Encapsulat
La funció de l'encapsulat és:
- connectar un dau al circuit extern.
- proporcionar una manera d'eliminar la calor generada pel dispositiu.
- protegir el motlle de l'ambient extern (humitat, pols, etc.).

Molts dels problemes de fiabilitat d'un dispositiu d'alimentació estan relacionats amb la temperatura excessiva o la fatiga a causa dels cicles tèrmics. Actualment s'està duent a terme recerca sobre els temes següents:
- Rendiment de refrigeració.
- Resistència als cicles tèrmics mitjançant la coincidència estreta del coeficient de dilatació tèrmica de l'envàs amb el del silici.
- La temperatura màxima de funcionament del material d'embalatge.

També s'està duent a terme una investigació sobre qüestions elèctriques com ara la reducció de la inductància paràsita dels envasos; aquesta inductància limita la freqüència de funcionament, ja que genera pèrdues durant la commutació.
Un MOSFET de baixa tensió també està limitat per la resistència parasitària del seu encapsulat, ja que la seva resistència intrínseca en estat de conducció és tan baixa com un o dos miliohms.
Alguns dels tipus més comuns de paquets de semiconductors de potència inclouen el TO-220, TO-247, TO-262, TO-3, D2Pak, etc.

### Millora d'estructures
El disseny IGBT encara està en desenvolupament i s'espera que proporcioni augments en els voltatges de funcionament. A l'extrem d'alta potència del rang, el tiristor controlat per MOS és un dispositiu prometedor. Aconsegueix una millora important respecte a l'estructura MOSFET convencional mitjançant l'ús del principi de balanç de càrrega de superunió: essencialment, permet que la regió de deriva gruixuda d'un MOSFET de potència estigui fortament dopada, reduint així la resistència elèctrica al flux d'electrons sense comprometre el voltatge de ruptura. Això es juxtaposa amb una regió que està dopada de manera similar amb la polaritat oposada del portador (forats); aquestes dues regions similars, però dopades de manera oposada, cancel·len eficaçment la seva càrrega mòbil i desenvolupen una "regió esgotada" que suporta l'alt voltatge durant l'estat desactivat. D'altra banda, durant l'estat actiu, el dopatge més alt de la regió de deriva permet el flux fàcil dels portadors, reduint així la resistència actiu. Empreses com Infineon (productes CoolMOS) i International Rectifier (IR) han desenvolupat dispositius comercials basats en aquest principi de superunió.El disseny IGBT encara està en desenvolupament i s'espera que proporcioni augments en els voltatges de funcionament. A l'extrem d'alta potència del rang, el tiristor controlat per MOS és un dispositiu prometedor. Aconsegueix una millora important respecte a l'estructura MOSFET convencional mitjançant l'ús del principi de balanç de càrrega de superunió: essencialment, permet que la regió de deriva gruixuda d'un MOSFET de potència estigui fortament dopada, reduint així la resistència elèctrica al flux d'electrons sense comprometre el voltatge de ruptura. Això es juxtaposa amb una regió que està dopada de manera similar amb la polaritat oposada del portador (forats); aquestes dues regions similars, però dopades de manera oposada, cancel·len eficaçment la seva càrrega mòbil i desenvolupen una "regió esgotada" que suporta l'alt voltatge durant l'estat desactivat. D'altra banda, durant l'estat actiu, el dopatge més alt de la regió de deriva permet el flux fàcil dels portadors, reduint així la resistència actiu. Empreses com Infineon (productes CoolMOS) i International Rectifier (IR) han desenvolupat dispositius comercials basats en aquest principi de superunió.

### Semiconductors de banda prohibida ampla
El gran avenç en dispositius semiconductors de potència s'espera de la substitució del silici per un semiconductor de banda prohibida àmplia. Actualment, el carbur de silici (SiC) es considera el més prometedor. Un díode Schottky de SiC amb una tensió de ruptura de 1200 V està disponible comercialment, igual que un 1200 V JFET. Com que tots dos són dispositius de portadora majoritària, poden funcionar a alta velocitat. S'està desenvolupant un dispositiu bipolar per a voltatges més alts (fins a 20 kV). Entre els seus avantatges, el carbur de silici pot funcionar a una temperatura més alta (fins a 400 °C) i té una resistència tèrmica més baixa que el silici, cosa que permet un millor refredament.